# Базилікон
Базилікон (грец. βασιλικόν, дослівно — «імператорський»), відома також як дукатон (грец. δουκάτον, дослівно «герцогський» від назви венеційського срібного дуката) — поширена візантійська срібна монета першої половини XIV століття. Початок карбування базилікона ознаменував повернення до широкомасштабного використання срібних монет у Візантійській імперії і передував повній відмові від золотих монет, що відбулось в середині XIV століття.

## Історія

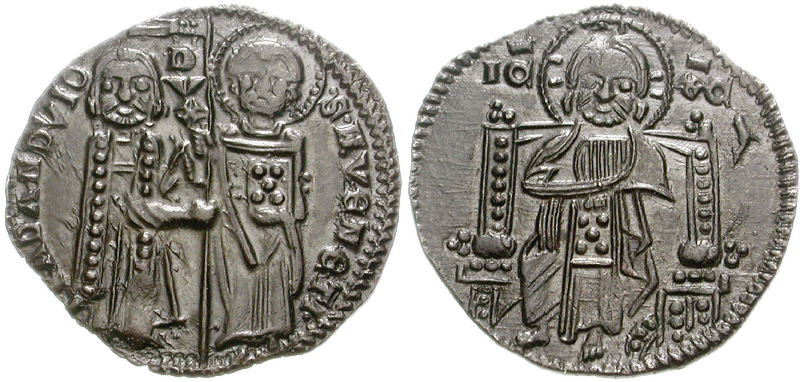
Срібний дукат (венеційський гроссо) Франческо Дандоло, бл. 1328. Схожість іконографії з базиліком очевидна.

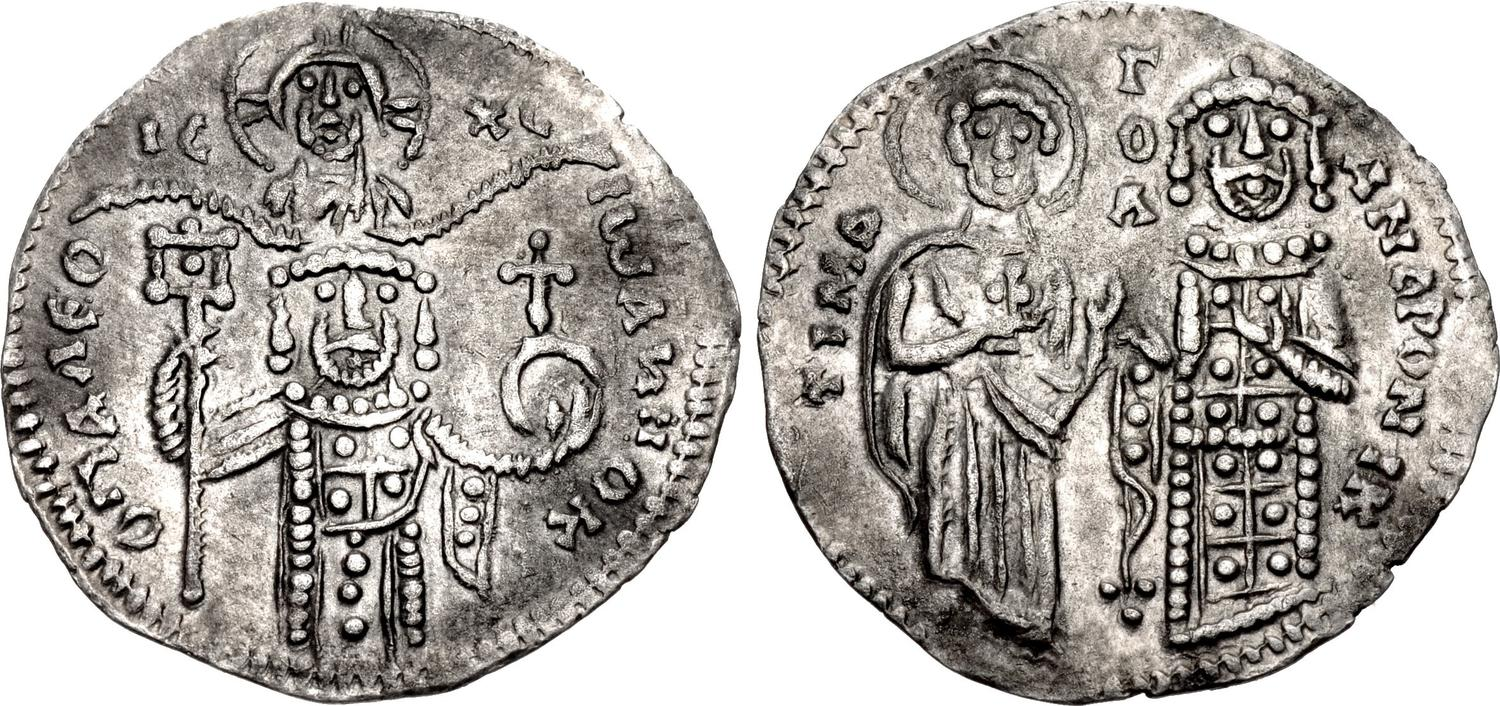
Базилікон Іоанна V Палеолога (1341-1391). 20mm, 1.21 g, 6h.

Базилікон був вперше викарбуваний незадовго до 1304 року візантійським імператором Андроніком II Палеологом (правив у 1282—1328 роках) як пряма імітація венеційського срібного дуката або гроссо, головним чином для оплати найманців Каталонської компанії. Візантійська монета точно наслідувала іконографію венеційського зразка з сидячим Христом на аверсі та двома стоячими фігурами на реверсі. У візантійській версії на реверсі були зображені фігури Андроніка II та його сина та співімператора Михаїла IX Палеолога (правління 1294—1320), які замінили венеційських Святого Марка та дожа Венеції. Подібність була посилена назвою нової монети: дукат (дослівно — «монета дожа»), стала базиліконом, (дослівно — «монетою басилевса»), хоча тогочасні грецькі джерела зазвичай називають обидві монети doukaton.
Базилікон карбували зі срібла високої проби (920), монета мала плоску, а не увігнуту (чашоподібну) форму, як інші тогочасні візантійські монети. Перші базилікони мали вагу 2,2 грами і офіційно складав 1/12 золотого гіперпірона або 2 keratia, традиційним курсом для візантійського срібного карбування з часів гексаграма та міліарисіону. Фактичний курс, однак, зазвичай був нижчим і коливався залежно від зміни ціни на срібло: тогочасні джерела вказують на фактичні ставки 12,5, 13 або 15 базиліконів за 1 золотий гіперпірон. Відомо також, що карбувалися монети номіналоим у 1/2 юазилікона (напівбазилікон).
Однак у 1330-1340 роках через дефіцит срібла в Середземномор'ї, викликаний, зокрема, забороною вивезення некарбованого срібла з Богемії (де з 1300 року почали карбувати власний срібний празький грош), вага базиліконів значно зменшилася і до кінця 1340-х років впала до 1,25 грамма.
Базилікон припинили карбувати в 1350-х роках і приблизно в 1367 році його замінили новим, значно важчим ставратоном, а як монети номіналом в 1/4 ставратона використовували венеційський срібний дукат (гроссо).

## Подальше читання
- Grierson, Philip (1982). Byzantine Coins. London, United Kingdom: Methuen. ISBN 978-0-416-71360-2.
- Димов, Г. Проблеми на візантійському срібно монетосечене. Причини появи на василикона при Андроник II Палеолог (1282—1328). — В: Історія, 1, София, 2012, 25-37